# Košická Belá
Pour les articles homonymes, voir Belá.
Košická Belá (allemand : Hansdorf bei Jeckelsdorf) , est un village de Slovaquie situé dans la région de Košice.

## Histoire
Première mention écrite du village en 1297.

## Démographie

### Évolution de la population
| Année:               | 1994. | 2004.   | 2014.   | 2024.   |
| -------------------- | ----- | ------- | ------- | ------- |
| Nombre de personnes: | 965   | 962     | 996     | 1006    |
| Différence:          |       | -0,31 % | +3,53 % | +1,00 % |

| Année:               | 2023. | 2024.   |
| -------------------- | ----- | ------- |
| Nombre de personnes: | 994   | 1006    |
| Différence:          |       | +1,20 % |